# Heuwurm
Als Heuwurm wird die erste Raupen-Generation des Bekreuzten und des Einbindigen Traubenwicklers bezeichnet.
Der Heuwurm tritt Ende Mai bis Ende Juni auf und befällt die Blütenknospen.
Die Raupe ist beim Einbindigen Traubenwickler 10 bis 12 Millimeter groß und hat einen schwarzen Kopf. Die Raupe des Bekreuzten Traubenwicklers ist dagegen nur acht bis zehn Millimeter groß, mit gelbem Kopf und graugrün bis grünbraun gefärbt.
Siehe auch: Sauerwurm, Süßwurm